# Indiana Ice Miners
Die Indiana Ice Miners waren eine US-amerikanische Eishockeymannschaft aus Indiana, Pennsylvania. Das Team spielte in der Saison 2007/08 in der Mid-Atlantic Hockey League. 

## Geschichte
Die Mannschaft wurde 2007 als Franchise der erstmals ausgetragenen Mid-Atlantic Hockey League gegründet. In ihrer einzigen Spielzeit belegten die Ice Miners, die vom ehemaligen ECHL-Torwart Brian Gratz trainiert wurde, den ersten Platz der MAHL nach der regulären Saison. Die Saison wurde aufgrund finanzieller Probleme von der Leitung der Liga vorzeitig beendet und auf die Playoffs verzichtet. Der zu diesem Zeitpunkt mit 31 Siegen bei nur einer einzigen Niederlage souveräne Tabellenführer Indiana Ice Miners wurde schließlich zum Meister der MAHL erklärt. Als die MAHL schon nach einem Jahr wieder aufgelöst wurde, stellten auch die Ice Miners den Spielbetrieb ein. Spätere Versuche die Liga fortzuführen scheiterten, wodurch die Ice Miners endgültig aufgelöst wurden. Zuvor hatte noch Fidel Jenkins das Team erworben, konnte an der Situation jedoch auch nichts mehr ändern.            

## Saisonstatistik
Abkürzungen: GP = Spiele, W = Siege, L = Niederlagen, T = Unentschieden, OTL = Niederlagen nach Overtime SOL = Niederlagen nach Shootout, Pts = Punkte, GF = Erzielte Tore, GA = Gegentore, PIM = Strafminuten
| Saison  | GP | W  | L | T | OTL | SOL | Pts | GF  | GA | Platz    | Playoffs |
| 2007/08 | 32 | 31 | 1 | — | —   | —   | 62  | 238 | 88 | 1., MAHL | —        |

## Team-Rekorde

### Karriererekorde
Spiele: 32  Kyle Bozoian,  Derek Porter,  Brad Townsend,  Teague Willits-Kelly
Tore: 58  Justin Depretis
Assists: 43  Chris Ferazzoli
Punkte: 93  Justin Depretis
Strafminuten: 98  Teague Willits-Kelly

## Bekannte Spieler und Trainer
- Brian Gratz